# Захаровка (Ленінський район Нижнього Тагіла)
Заха́ровка (рос. Захаровка) — присілок у складі Нижньотагільського міського округу Свердловської області.
Населення — 15 осіб (2010, 31 у 2002).
Національний склад станом на 2002 рік: росіяни — 94 %.